# Адамув (гміна, Луківський повіт)
Гміна Адамув (пол. Gmina Adamów) — сільська гміна у східній Польщі. Належить до Луківського повіту Люблінського воєводства.
Станом на 31 грудня 2011 у гміні проживало 5869 осіб.

## Площа
Згідно з даними за 2007 рік площа гміни становила 98.89 км², у тому числі:
- орні землі: 63.00%
- ліси: 31.00%

Таким чином, площа гміни становить 7.09% площі повіту.

## Населення
Станом на 31 грудня 2011:
| Опис     | Загалом | Загалом | Чоловіки | Чоловіки | Жінки | Жінки |
| -------- | ------- | ------- | -------- | -------- | ----- | ----- |
| одиниця  | осіб    | %       | осіб     | %        | осіб  | %     |
| все      | 5869    | 100     | 2907     | 49.53    | 2962  | 50.47 |
| міське   | 0       | 100     | 0        |          | 0     |       |
| сільське | 5869    | 100     | 2907     | 49.53    | 2962  | 50.47 |

## Сусідні гміни
Гміна Адамув межує з такими гмінами: Єзьожани, Кшивда, Новодвур, Серокомля, Уленж, Войцешкув.